# Папирус из Дервени
Папирус из Дервени (Дервенийский папирус) (греч. Πάπυρος του Δερβενίου) — свиток древнемакедонских папирусов, который был найден в 1962 году на месте древнего погребального костра близ узкого горного ущелья Дервени (через него проходит дорога из Салоник в восточную Македонию и Фракию). Свиток содержит текст философско-религиозного содержания (конец V века до нашей эры) — неизвестный прежде аллегорический комментарий к орфической поэме о рождении богов. Этот трактат принадлежит к числу важнейших археологических открытий XX века в области классической филологии. Свиток датируется примерно 340 годом до нашей эры, что делает его старейшим из найденных на территории Европы рукописей. Хотя в XX веке публиковались фрагменты текста и его переводы, полностью рукопись была опубликована только в 2006 году.

## Обнаружение

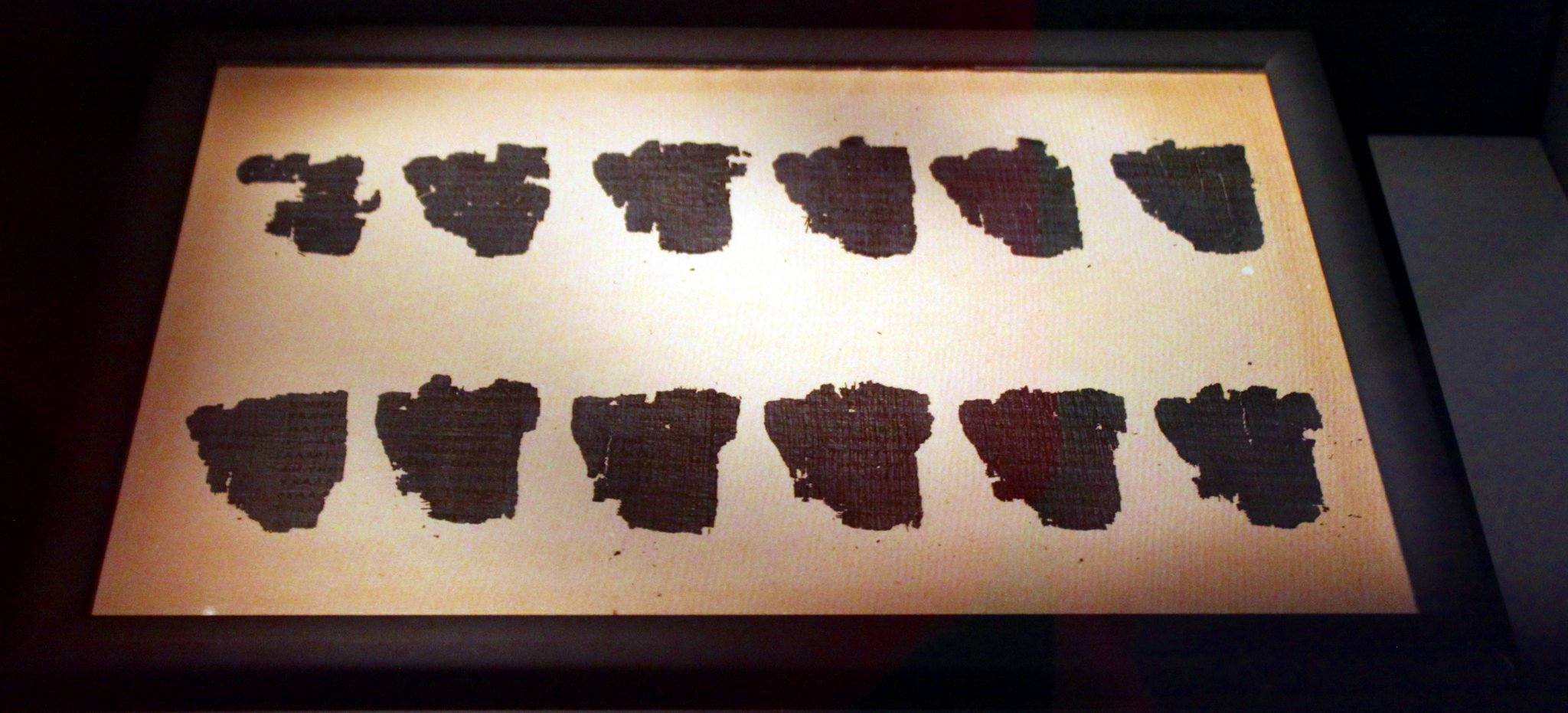
Дервенийский папирус

Свиток был найден 15 января 1962 года на участке в Дервени, Центральная Македония, по дороге из Салоников в Кавалу. Местоположение, в котором нашли папирус, было захоронением в некрополе для аристократов древнего города Лете. Это самая старая сохранившаяся рукопись в западной традиции и единственный известный древний папирус, найденный в самой Греции. В настоящее время свиток является старейшим из сохранившихся папирусов, который был написан на древнегреческом языке. Археологи Петрос Темелис и Мария Сиганиду восстановили верхние части обугленного свитка папируса и фрагменты пепла на плитах гробницы; нижние части сгорели в погребальном костре. Свиток был осторожно развернут, и фрагменты соединились, образовав 26 столбцов текста. Свиток смог сохраниться в неблагоприятной, влажной почве, так как он был обуглен (следовательно, высушен) в погребальном костре. Состояние папируса сделало чтение чрезвычайно трудным, поскольку фон и чернила текста были чёрного цвета. Кроме того, свиток сохранился в виде 266 фрагментов, которые хранятся под стеклом в порядке убывания размера. Папирус хранится в Археологическом музее Салоник. Многие более мелкие фрагменты до сих пор не размещены на показ.

## Содержание
Основная часть текста — это комментарий к стихотворению, приписываемому Орфею, которое использовалось в мистическом культе Диониса «орфическими инициаторами». Цитируются отрывки из стихотворения, за которыми следуют интерпретации основного автора текста, который пытается донести идею, что стихотворение не стоит воспринимать в буквальном смысле. Поэма начинается словами «Закрой двери, непосвященный» — призывом к секретности.
Это стихотворение странно и загадочно для большинства людей, хотя Орфей не намеревался рассказывать спорные загадки, а скорее великие вещи в загадках. На самом деле он [автор] говорит мистически, от самого первого слова до последнего. Как он также поясняет в хорошо известном стихе: ибо, приказав им „заткнуть им уши“, он говорит, что он не издает законы для многих [но обращается к тем], кто чист в слухе ... и в следующем стихе …
Первые сохранившиеся колонки текста сохранились хуже, но в них говорится об оккультных ритуальных практиках, включая жертвоприношения Эриниям (Фуриям), о том, как выводить даймонов, которые становятся проблемой, и о верованиях магов. Они включают цитату философа Гераклита. Их реконструкция крайне спорна, поскольку даже порядок фрагментов вызывает споры. Были предложены различные реконструкции, которые говорят о том, что эти колонки также включают цитату философа Парменида.

## Стиль письма
Текст папируса содержит смесь диалектов. В основном это смесь аттического, дорического, ионического греческих языков. Иногда одно и то же слово встречается в разных диалектных формах языка, например: cμικρό-, μικρό; ὄντα, ἐόντα; νιν вместо μιν и так далее.

## «Старейшая книга Европы»

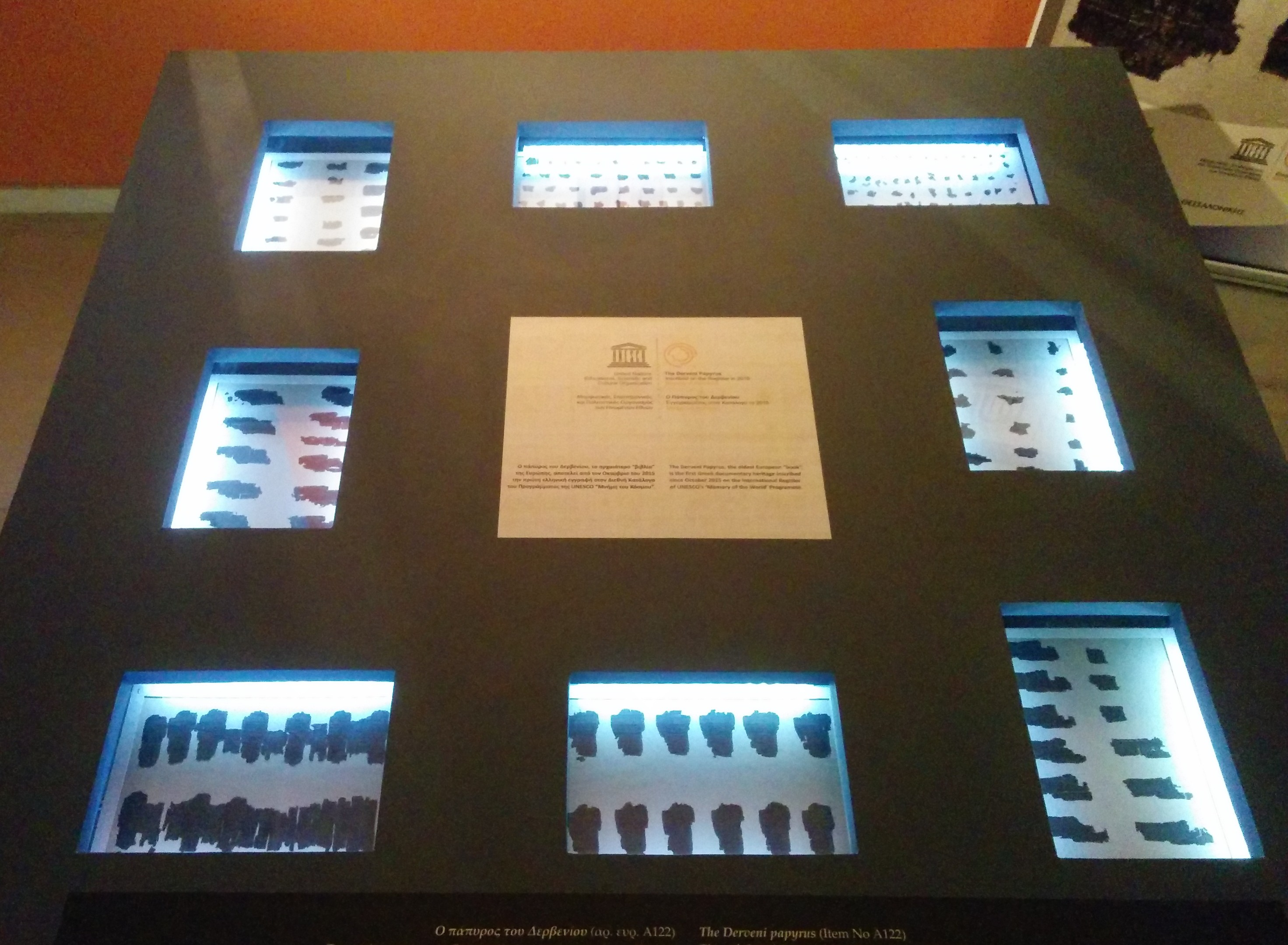
Фрагменты папируса Дервени, представленные при внесении папируса в регистр ЮНЕСКО

12 декабря 2015 года Археологический музей города Салоники провёл официальное мероприятие, посвященное занесению папируса Дервени в регистр памяти мира ЮНЕСКО.
По данным ЮНЕСКО:

«Папирус Дервени имеет огромное значение не только для изучения греческой религии и философии, которые являются основой западной философской мысли, но и потому, что он служит доказательством ранней датировки орфических поэм, предлагающих отличительную версию досократических философов. Текст папируса, который является первой книгой западной традиции, имеет глобальное значение, поскольку он отражает универсальные человеческие ценности: потребность объяснения окружающего мира, желание принадлежности к человеческому обществу с общепринятыми правилами и борьба с противостоянием конца жизни».